# Billie Jean King Cup 2024
De Billie Jean King Cup werd in 2024 voor de 61e keer gehouden. De BJK Cup (voorheen: Fed Cup) is de jaarlijkse internationale tenniscompetitie voor landenteams, voorbehouden aan vrouwen. Deze editie deden 137 teams met het toernooi mee.

## Opzet
De bestaande opzet werd in 2024 met een kleine verandering door de ITF voortgezet.
- De hoogste regionale groepen speelden hun wedstrijden in de week van 8 april 2024. De winnaars gingen naar de play-offs in november.
- De laagste regionale groepen speelden op uiteenlopende weken in de periode april–oktober.
- De kwalificatieronde van de Wereldgroep was ook dit jaar in april en het eindtoernooi vond plaats in november, tegelijk met de play-offs.

Op grond van een beslissing van de gezamenlijke internationale tennisbonden waren de teams uit Rusland en Wit-Rusland ook dit jaar weer uitgesloten van deelname.

## Kwalificatieronde Wereldgroep
Er waren zestien deelnemende landen in de kwalificatieronde voor de Wereldgroep. Op vrijdag 12 en zaterdag 13 april 2024 speelde iedere deelnemer een landenwedstrijd tegen een door loting bepaalde tegenstander, thuis of uit. De acht winnaars gingen naar het eindtoernooi; de acht verliezers gingen naar de play-offs.

## Play-offs Wereldgroep
Er waren zestien deelnemende landen in de play-offs van de Wereldgroep, die werden gespeeld in november 2024. De acht winnaars nemen het jaar erna deel aan de kwalificatieronde van de Wereldgroep; de acht verliezers gaan dan naar de hoogste groep van hun regionale zone.

## Eindtoernooi Wereldgroep
Er waren twaalf deelnemende landen in het eindtoernooi van de Wereldgroep, dat plaats vond tussen 14 en 20 november 2024 in Málaga. Canada en Italië (finalisten in 2023) kregen gezelschap van gastheer Spanje, de acht winnaars van de kwalificatieronde plus een wildcard (Tsjechië). Na een halve eerste ronde volgden de kwartfinales, de halve finales en de finale. Behalve de winnaar (Italië) zullen de andere elf landen volgend jaar aantreden in de kwalificatieronde, samen met zeven winnaars van de play-offs behalve China, in totaal 18 landen. Italië en gastheer China gaan rechtstreeks naar het eindtoernooi.

## België
België speelde in de kwalificatieronde voor een plaats op het eindtoernooi in en tegen de Verenigde Staten. Met Elise Mertens (WTA-30), Greet Minnen (WTA-70) en Yanina Wickmayer (WTA-89) ontbraken de drie beste Belgische vrouwen op de WTA-ranglijst. De onervaren Belgische ploeg bestond uit Hanne Vandewinkel (WTA-278), Sofia Costoulas (WTA-279), Marie Benoît (WTA-312) en Kimberley Zimmermann (WTA-dubbel-73). België verloor kansloos met 4-0 en moest in het najaar strijden om het behoud in de hoogste afdeling. België trof buitenshuis China. Ook ditmaal ontbraken de beste Belgische speelsters. Het nationale team bestond uit Marie Benoît (WTA-208), Hanne Vandewinkel (WTA-225), Sofia Costoulas (WTA-290), Ysaline Bonaventure (WTA-933) en Jeline Vandromme (WTA-dubbel-1455). België verloor met 3-2 en degradeerde zo.
| datum      | tegenstander     | uitslag | locatie | groep | ronde               | w/v     |
| ---------- | ---------------- | ------- | ------- | ----- | ------------------- | ------- |
| 2024-04-12 | Verenigde Staten | 0-4     | uit     | WG    | kwalificatieronde   | verlies |
| 2024-11-17 | China            | 2-3     | uit     | WG PO | degradatiewedstrijd | verlies |

## Nederland
Nederland trad aan in Groep I van de regionale zone Europa/Afrika, die zich van 8 tot en met 13 april ontrolde in Oeiras (Portugal). De door Elise Tamaëla geleide ploeg bestond uit: Suzan Lamens (WTA-164), Anouk Koevermans (WTA-385), Eva Vedder (WTA-413) en Demi Schuurs (WTA-10 in dubbelspel). Zij werden eerste in hun subgroep B, waarna zij in de play-offs nog de eerste plaats over alle subgroepen wisten te bevechten. Op 15 en 16 november mocht Nederland deelnemen aan de play-offs voor de Wereldgroep. De door Kiki Bertens geleide ploeg bestond uit: Arantxa Rus (WTA-81), Suzan Lamens (WTA-87), Arianne Hartono (WTA-147) en Demi Schuurs (WTA-24 in dubbelspel). In Velenje gingen zij met succes (3-1) de strijd aan met de ploeg uit Slovenië. Volgend jaar komt Nederland terug in de Wereldgroep uit.
| datum      | tegenstander | uitslag | locatie  | groep     | ronde             | w/v   |
| ---------- | ------------ | ------- | -------- | --------- | ----------------- | ----- |
| 2024-04-08 | Turkije      | 2-1     | Portugal | EPA G1 B  | groepsfase        | winst |
| 2024-04-09 | Letland      | 2-1     | Portugal | EPA G1 B  | groepsfase        | winst |
| 2024-04-10 | Portugal     | 3-0     | Portugal | EPA G1 B  | groepsfase        | winst |
| 2024-04-11 | Servië       | 2-1     | Portugal | EPA G1 PO | om plaats 1-3     | winst |
| 2024-04-13 | Oostenrijk   | 2-1     | Portugal | EPA G1 PO | om plaats 1-3     | winst |
| 2024-11-16 | Slovenië     | 3-1     | uit      | WG PO     | promotiewedstrijd | winst |

## Legenda
| niveau 1 | niveau 2 | niveau 3 | niveau 4 | niveau 5 |